# رودخانه پیچ
رودخانه پیچ در شرق افغانستان قرار دارد.

## مسیر
مسیر رودخانه پیچ از یخچالهای طبیعی و برف از محدوده هندوکش تا شمال آن می‌گذرد. این رودخانه در استان نورستان طغیان می‌کند و از طریق مرکز استان کنر از جنوب و جنوب غربی سرازیر می‌شود و به رودخانه کنر (رودخانه اسمر، لوی سِند) در مرکز استان اسدآباد می‌پیوندد. رودخانه کنر شاخه‌ای از رودخانه کابل، بخشی از حوضه رودخانه سند است.